# Di bụng trắng
Di bụng trắng, tên khoa học Lonchura leucogastra, là một loài chim trong họ Estrildidae.